# Ivan Petrović (robotičar)
Ivan Petrović (Klobuk, 1961.), hrvatski robotičar. Profesor na Fakultetu elektrotehnike i računarstva u Zagrebu. Područje njegova znanstvenog interesa su mobilna robotika, telerobotika, optimalno predviđanje, inteligentna kontrola, prediktivna kontrola, distribuirani upravljački sustavi, teorija estimacije.
Diplomirao na Elektrotehničkom fakultetu u Zagrebu 1983. godine. Na istoj ustanovi magistrirao 1989. na području elektrotehnike. 1990. godine dobio je nagradu Prof. dr. V. Bedjanič. 1998. godine dobio je srebrnu plaketu "Josip Lončar" i nagradu 
"Best Presentation Awards in Section". Na FER-u doktorirao 1998. na području elektrotehnike. Član je Hrvatskog društva za komunikacije, računarstvo, elektroniku, mjerenja i automatiku, Akademije tehničkih znanosti Hrvatske, Institute of Electrical and Electronics Engineers, International Federation of Automatic Control i Federation of International Robot-soccer Association. Danas je redoviti profesor na FER-u, na Zavodu za automatiku i računalno inženjerstvo. Zagovaratelj pridruživanja Hrvatske europskoj Deklaraciji o zajedničkom pristupu razvoju umjetne inteligencije, jer ubrzani razvoj umjetne inteligencije i njezin očekivani veliki utjecaj na industrijske i društvene procese u svijetu zahtijevaju sinergijski pristup na razini EU jer se niti velike europske države ne mogu pojedinačno natjecati s američkim i azijskim tehnološkim divovima. Cijeloj će Europi omogućiti umrežavanje na europskoj razini, što bi trebalo pridonijeti daljnjem jačanju i rastu toga sektora u Hrvatskoj, ali i razvoju i konkurentnosti i tzv. klasičnih industrijskih sektora, u kojima umjetna inteligencija može stvoriti dodanu vrijednost. Stvorit će uvjete da mladi stručnjaci iz Hrvatske s područja umjetne inteligencije ostanu u Hrvatskoj raditi u Hrvatskoj i stvarati hrvatsku UI industriju, a dosad nisu imali prigode raditi u domovini. 2018. godine dobio je Nagradu Hrvatske akademije znanosti i umjetnosti  za 2017. godinu u području tehničkih znanosti "za znanstveno postignuće u istraživanju algoritama za sustave autonomije mobilnih robota, čija je svrha osiguravanje autonomne navigacije mobilnih robota u nepoznatim i dinamičkim prostorima te autonomno obavljanje raznih korisnih poslova umjesto ljudi ili u suradnji s ljudima", objavljeno u 17 znanstvenih radova koji čine znanstvenu cjelinu pod nazivom Algoritmi za sustave autonomije mobilnih robota. Član HATZ-ovog odbora za etiku i HATZ-ova znanstvenog vijeća.

## Vanjske poveznice
- Hrvatska znanstvena bibliografija
- Pregled po znanstveniku